# Kostanjica (Grožnjan)
 Kostanjica  (olaszul:  Castagna) falu Horvátországban, Isztria megyében. Közigazgatásilag Grožnjanhoz tartozik.

## Fekvése
Az Isztria középnyugati részén, Bujétől 12 km-re, községközpontjától 4 km-re délkeletre, a Mirna völgyétől északra, a folyó ponteportonai átkelőhelye felett fekszik.

## Története
Területe már a római korban lakott volt, ezt igazolják az itt előkerült feliratos római sírkövek. A település első írásos említése "villa de Castan" alakban történt abban az 1102-ben kiadott oklevélben, melyben II. Ulrik isztriai őrgróf e területet az aquileiai pátriárkának adományozza. Miután még a 13. század vége előtt a završjei uradalom részeként újra az isztriai grófoké lett évszázadokra osztozott az uradalmi központ sorsában. 1374-ben hűbérbirtokként Habsburg uralom alá került. 1510-ben elfoglalták a velencei hadak és Velencét e birtokában az 1521-es wormsi ediktum megerősítette. 1530-ban Velence Završjével együtt Giustignano Contarininek adta el és a család egészen a 18. század végéig megtartotta. Ezután előbb francia, majd ismét osztrák uralom alá került. Közben 1630-ban súlyos pestisjárvány tört ki, mely után szinte elnéptelenedett és a lakosság pótlására Dalmáciából érkezett horvátokat telepítettek be. 1857-ben 341, 1910-ben 421 lakosa volt.
Az első világháború után a rapallói szerződés értelmében Isztria az Olasz Királysághoz került. 1943-ban az olasz kapitulációt követően német megszállás alá került, mely 1945-ig tartott. A második világháború után a párizsi békeszerződés értelmében Jugoszlávia része lett. Olasz lakossága nagyrészt kivándorolt Olaszországba, csak néhány család maradt itt. A település Jugoszlávia felbomlása után 1991-ben a független Horvátország része. 2011-ben 48  lakosa volt. Lakói  mezőgazdasággal, ezen belül főként szőlőtermesztéssel és borászattal foglalkoznak.

## Nevezetességei
- A település egykori védőfalai a völgy felőli, déli oldalon még jól látszanak.
- A településre beérve egy térre jutunk, ahol az egykori városi loggia, a plébániatemplom és a harangtorony található. A környező házak a 18. – 19. századból származnak.[2]
- Szent Péter és Pál apostolok tiszteletére szentelt plébániatemploma 1747-ben épült a korábbi, 1500 körül épített gótikus templom helyén, 1770-ben bővítették, 1968-ban renoválták. Három márványból épített oltára van. A főoltáron Szent Péter és Pál szobrai állnak. Falába két, kőből faragott barbár fej van befalazva, melyek a korábbi szentély bordás boltozatát díszítették. A különálló harangtornyot 1756-ban építették, 20 méter magas és két harang található benne. 1998-óta elektromos vezérléssel működik.
- Szent István első vértanú tiszteletére szentelt temetőkápolnája a 12. századból származik, a 19. században átépítették. Az oltárképet, mely Szent István megkövezését ábrázolta ellopták. A temető közepén nagy feszület látható, rajta bronz Krisztussal.

## Lakosság
| Lakosság változása | Lakosság változása | Lakosság változása | Lakosság változása | Lakosság változása | Lakosság változása | Lakosság változása | Lakosság változása | Lakosság változása | Lakosság változása | Lakosság változása | Lakosság változása | Lakosság változása | Lakosság változása | Lakosság változása | Lakosság változása |
| ------------------ | ------------------ | ------------------ | ------------------ | ------------------ | ------------------ | ------------------ | ------------------ | ------------------ | ------------------ | ------------------ | ------------------ | ------------------ | ------------------ | ------------------ | ------------------ |
| 1857               | 1869               | 1880               | 1890               | 1900               | 1910               | 1921               | 1931               | 1948               | 1953               | 1961               | 1971               | 1981               | 1991               | 2001               | 2011               |
| 341                | 361                | 415                | 430                | 446                | 421                | 437                | 413                | 341                | 164                | 121                | 60                 | 60                 | 48                 | 51                 | 48                 |